# Thong Saen Khan (huyện)
Thong Saen Khan (tiếng Thái: ทองแสนขัน) là một huyện (amphoe) ở phía nam thuộc tỉnh Uttaradit, miền nam Thái Lan.

## Địa lý
Các huyện giáp ranh (từ phía tây nam theo chiều kim đồng hồ): Phichai, Tron, Mueang Uttaradit, Tha Pla, Nam Pat thuộc tỉnh Uttaradit, Chat Trakan và Wat Bot thuộc tỉnh Phitsanulok.

## Lịch sử
Tiểu huyện (king amphoe) đã được lập ngày 1 tháng 7 năm 1983, khi bốn tambon được tách ra từ huyện Tron. Đơn vị này đã được nâng cấp thành huyện ngày 21 tháng 5 năm 1990.

## Hành chính
Huyện này được chia thành 4 phó huyện (tambon), các đơn vị này lại được chia ra thành 45 làng (muban). Thị trấn (thesaban tambon) Thong Saen Khan nằm trên một phần của tambon Bo Thong. Có 4 Tổ chức hành chính tambon.
| STT. | Tên         | Tên Thái | Số làng | Dân số |  |
| ---- | ----------- | -------- | ------- | ------ |  |
| 1.   | Phak Khuang | ผักขวง    | 14      | 9.198  |  |
| 2.   | Bo Thong    | บ่อทอง    | 14      | 12.287 |  |
| 3.   | Pa Khai     | ป่าคาย    | 9       | 6.030  |  |
| 4.   | Nam Phi     | น้ำพี้      | 8       | 5.527  |  |